# Heavy (Lauri Ylönen-låt)
"Heavy" är en låt av Lauri Ylönen från den finländska rockgruppen The Rasmus och hans debutsingel som soloartist. Låten släpptes som digital nedladdning den 25 februari 2011 och finns med på albumet New World som släpptes den 30 mars. Låten skrevs tillsammans med The Rasmus gitarrist Pauli Rantasalmi och släpptes genom Lauris eget skivbolag Dynasty Helsinki.
Livepremiären av låten hölls i samband med Emma-galan (Finlands motsvarighet till Grammisgalan) den 26 februari 2011. Framträdandet på Emma-galan var dock playback; låtens riktiga livepremiär blev istället under Unicef-galan den 12 mars.

## Bakgrund och influenser
Lauri förklarar att anledningen till att han släpper solomaterial är att alla hans idéer inte får plats i The Rasmus som grupp. "Heavy" är mer insvept och elektronisk än bandets rockbaserade musik. Möjliga influenser till den musikala delen är Daft Punk och Björk.
I en bloggpost på Lauris webbplats den 16 februari 2011 skriver han att låten skrevs när han var och hälsade på The Rasmus gitarrist Pauli Rantasalmi i Singapore. Texten är baserad på en konversation han hade med en taxiförare under Singaporebesöket. De hade en diskussion om vad det innebär att ha yttrandefrihet. Taxiföraren berättade en historia om en fågel i en gyllene bur där livets alla skönheter stod framför honom men det enda han verkligen ville ha var frihet. Taxiföraren bad Ylönen att skriva en låt om det, vilket han gjorde på sitt hotell samma kväll. Vidare skriver Ylönen i samma bloggpost att han hoppas att taxiföraren någon gång kommer att höra låten.

## Kritik
När singeln släpptes var kritiken blandad och enligt en artikel på Radio X3Ms webbplats överlag positiv runtom Internet. "Jag förväntade mig faktiskt mera kritik, finländare känns alltid så missunnsamma. De negativa kommentarerna handlar om att det är för poppigt, för elektro, för 80-tals disco-aktigt. Men de är inte så många.", kommenterar Lauri i artikeln.

## Musikvideo
Musikvideon till "Heavy" regisserades av den svenske videoproducenten Owe Lingvall från Village Road Film, som också har ansvarat för The Rasmus-videorna "Justify" och "October & April". Videon spelades in under ett tredagarspass (16–18 december 2010) i Obbola Folkets hus i Obbola.
I videon spelar förutom Lauri en liten robot vid namn Amanda huvudrollen och symboliserar fågeln i buren.
Videon hade premiär den 28 februari 2011 och kunde bland annat visas online på Lauris Youtube-kanal.

## Låtlista
1. "Heavy" – 4:02

## Listplaceringar
| Lista (2011)            | Högsta placering |
| ----------------------- | ---------------- |
| Finländska singellistan | 12               |